# Église Saint-Sébastien de Labroquère
L'église Saint-Sébastien de Labroquère est une église catholique située à Labroquère, dans le département français de la Haute-Garonne en France.

## Description
Les vitraux ont été fabriqués par l'entreprise Louis Saint-Blancat de Toulouse en 1894.

### Intérieur

#### Lanef
Les fresques ont été peintes par un ancien curé de la paroisse.

#### Chapelle de la Vierge Marie
L'autel et le tabernacle sont en marbre blanc. L'autel est décoré avec des fleurs de lys, sur le bas-relief central de l'autel est inscrit le monogramme marial composé des lettres A et M entrelacées, initiales de l’Ave Maria.
Le tabernacle est décoré avec des feuilles et fleurs de roses dorées.
Sur l'autel est posé un ostensoir ou un reliquaire.
Sur la droite du tabernacle est posé un ostensoir.
Le monogramme trilitère du nom grec de Jésus "JHS" est brodé sur les tissus posés sur l'autel et le tabernacle.

#### Chapelle saintJoseph
L'autel et le tabernacle sont en marbre blanc. L'autel est décoré avec des fleurs de lys, sur le bas-relief central de l'autel est inscrit le monogramme composé des lettres S et J entrelacées, initiales de saint Joseph.
Le tabernacle est décoré avec des feuilles et fleurs de roses dorées.
Sur l'autel est posé trois crucifix, une statuette de la Vierge à l'Enfant et une image du Christ pantocrator.
À gauche de l'autel, une statuette de l'Enfant Jésus de Prague.

## Galerie

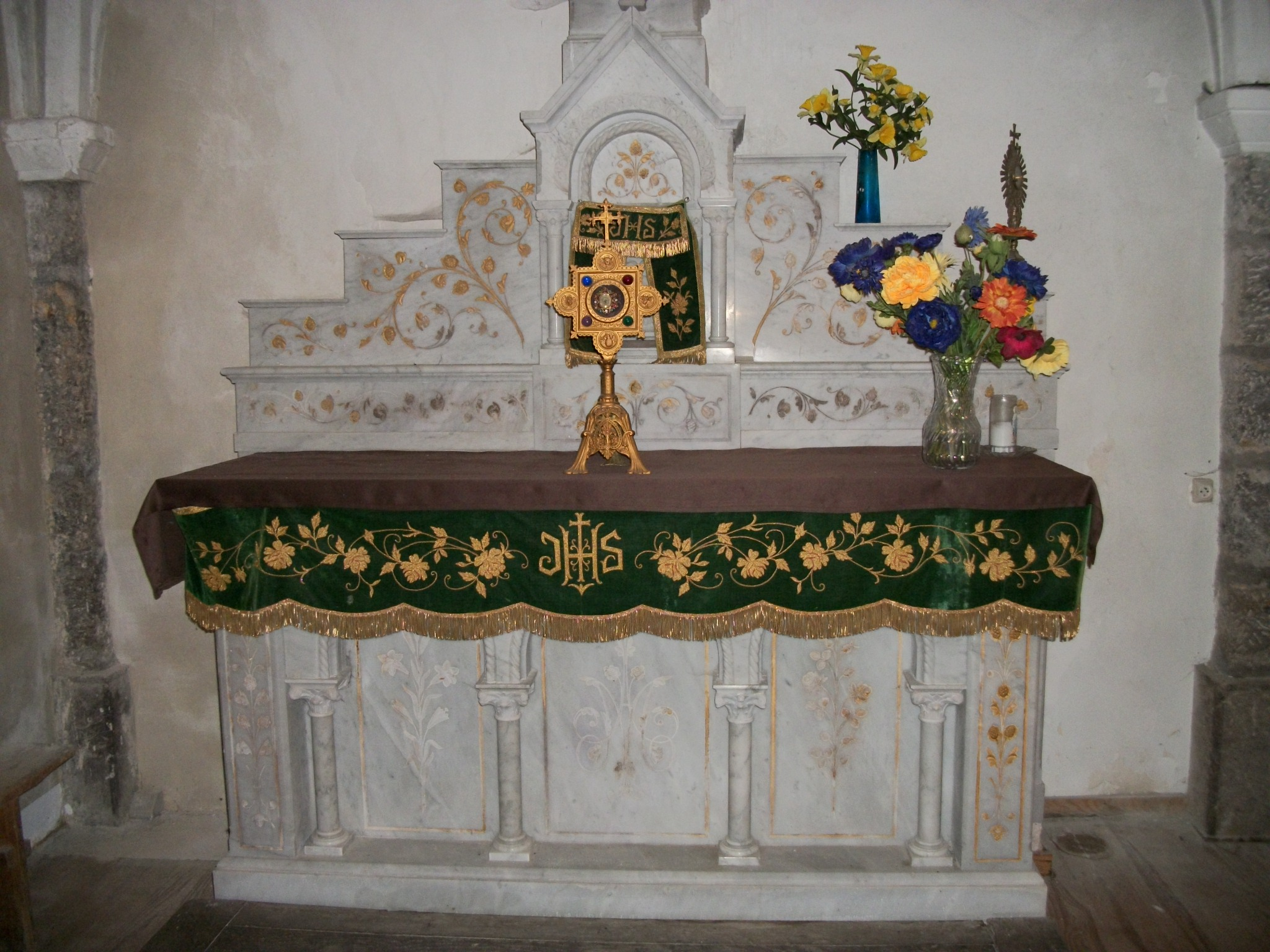
Autel et tabernacle en marbre blanc
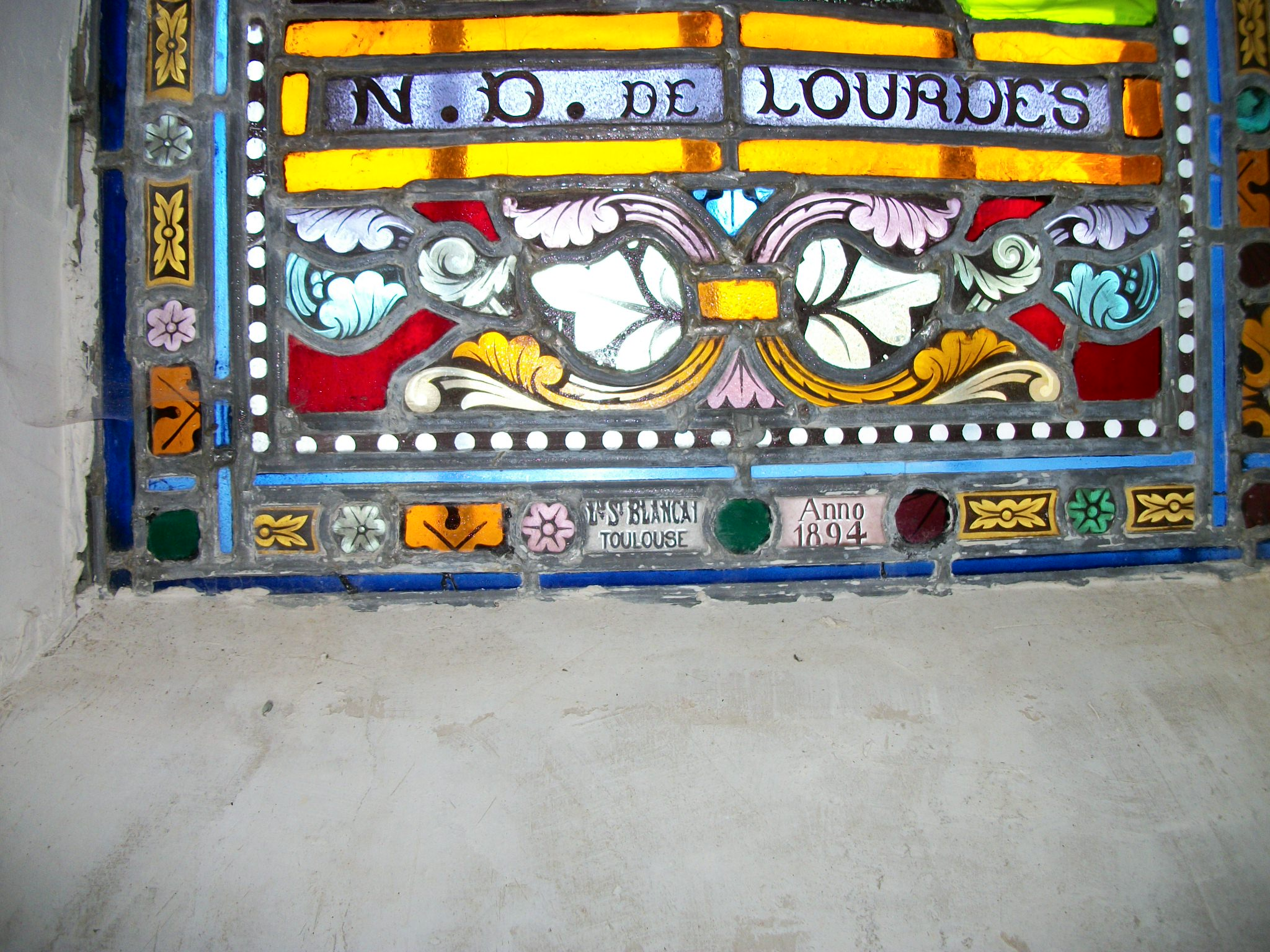
Vitrail fabriqué par l'entreprise Saint-Blancat de Toulouse et daté de 1894
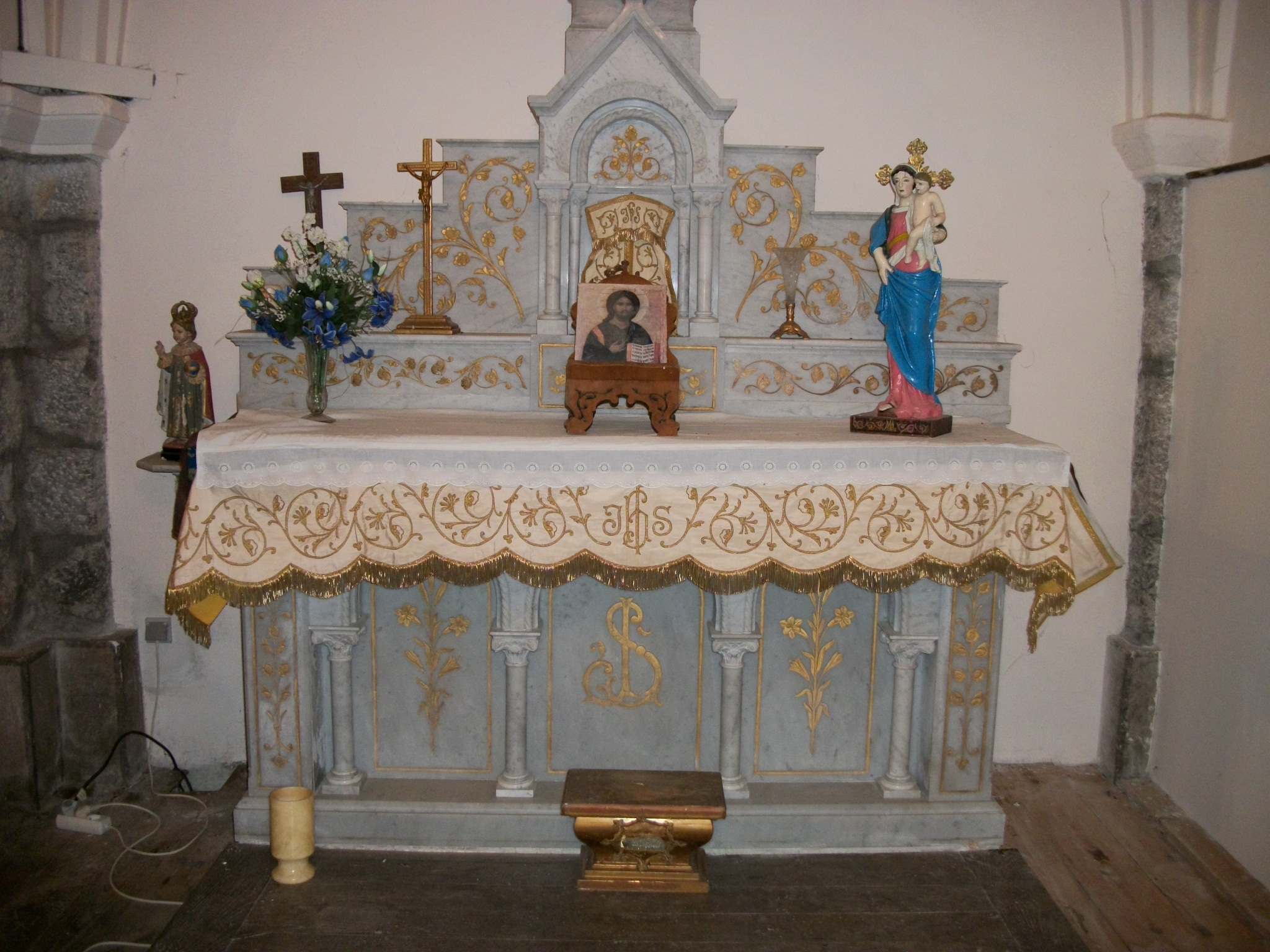
Autel et tabernacle en marbre blanc